# Indel
La palabra indel es una contracción de "inserción o deleción", en referencia a los dos tipos de mutaciones genéticas que se consideran a menudo juntas a causa de su efecto similar y la incapacidad de distinguir entre ellas en una comparación de dos secuencias. En regiones codificantes del genoma, a menos que la longitud de un indel sea un múltiplo de 3, produce una mutación de cambio de marco. La mutación más común que causa la fibrosis quística en el gen receptor transmembrana de la fibrosis quística (CFTR) es una eliminación de tres bases que codifican fenilalanina en la posición 508 de la proteína (Δ F508 o p.F508del).
Los indeles pueden compararse con una mutación puntual; cuando por un indel se insertan o eliminan nucleótidos de una secuencia, una mutación puntual es una forma de sustitución en la que se reemplaza uno de los nucleótidos.
Un cambio "indel" de una sola base de ADN que esté codificando parte de un ARNm, resultará en un frameshift o desplazamiento del marco de lectura al traducir el ARNm y quizás se lea hasta llegar a un inadecuado (por prematuro) codón de parada en un marco diferente. Los indels son poco frecuentes en las regiones de codificación, pero son comunes en regiones no codificantes.
El término "indel" ha sido cooptado en los últimos años por los científicos del genoma para su uso en el sentido descrito más arriba. Tenga en cuenta que este es un cambio con respecto a su significado y uso original, que tuvo su origen en el campo de la sistemática, en referencia a las diferencias entre secuencias, como la de dos especies diferentes, en las que es imposible deducir si una especie ha perdido la secuencia o si la otra especie la adquirió. Por ejemplo, las especies A tienen 4 nucleótidos G en un determinado locus, pero las especies B tiene 5 G en el mismo lugar. Si el modo de selección es desconocido, entonces, es igualmente posible que una especie podría haber perdido una G (un evento de "supresión") o las especies B podrían haber ganado la G (un caso de "inserción"). En los casos en los que sea imposible inferir la dirección filogenética del cambio en la secuencia, este cambio será denominado "indel".